# Pachrophylla fissa
Pachrophylla fissa är en fjärilsart som beskrevs av Felder 1875. Pachrophylla fissa ingår i släktet Pachrophylla och familjen mätare. Inga underarter finns listade i Catalogue of Life.